# Julian Looman
Julian Looman (Wenen, 5 maart 1985) is een Nederlands/Oostenrijks musical- en filmacteur. Hij groeide op in Oostenrijk met een Nederlandse vader en Oostenrijkse moeder en studeerde in 2009 af aan het conservatorium van Wenen. 
Hij speelde de hoofdrol van Erik Hazelhoff Roelfzema in de Hollandse musical Soldaat van Oranje. Ook had hij een rol in de Nederlandse speelfilm &ME (2013), als Gunther. 
Zijn Nederlandse collega Annemieke van Dam haalde hem in november 2010 naar Nederland. Sindsdien wonen ze samen in Amsterdam en Wenen.

## Toneel
- Anna Karenina (2015), Zwitserland
- Das Vergnügen verrückt zu sein (2013), Oostenrijk
- Soul Strip (2010), Oostenrijk
- Small Talk (2009), Oostenrijk
- Ein Sommernachtstraum (2009), Oostenrijk
- Tschüss! Das war der ORF! (2009), Oostenrijk

## Musical
- Cabaret (2014/2015), Duitsland
- Sunset Boulevard (2014), Duitsland
- Joseph and the Amazing Technicolor Dreamcoat (2014), Duitsland
- Once upon a Mattress (2013), Oostenrijk
- Love Never Dies (2013), Oostenrijk
- Der Schuh des Manitu (2013), Duitsland
- Soldaat van Oranje (2011-2012), Nederland
- Into the Woods (2010), Duitsland
- The Full Monty (2010) Duitsland/Oostenrijk

## Filmografie
- Prooi (2016)
- &ME (2013)
- Beatrix, Oranje onder vuur (2011)

## Televisie
- Cop Stories (2013), Oostenrijk
- Der Winzerkönig (2009), Oostenrijk/Duitsland/Zwitserland
- The Mallorca Files (2019), Verenigd Koninkrijk
- Emily in Paris (2021), Verenigde Staten